# Max Büdinger

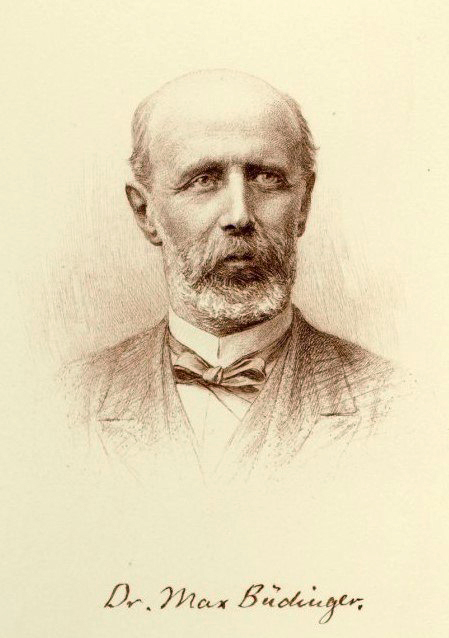
Max Büdinger

Max Büdinger (* 1. April 1828 in Kassel; † 22. Februar 1902 in Wien) war ein deutsch-österreichischer Historiker.

## Leben
Max Büdinger (Geburtsname: Marcus) war der einzige Sohn des Pädagogen und Landrabbiners Moses Mordecai Büdinger. Nach dem Besuch des Gymnasiums in Kassel bestand er im Herbst 1846 als Externer die Abiturprüfung am Gymnasium Philippinum Marburg. Er habilitierte sich 1851 an der Universität Marburg. 1859 lieferte er in der in München erscheinenden Historischen Zeitschrift (Band 1, 1859, S. 127) den Beweis der Fälschung der umstrittenen „Königinhofer Handschrift“. Ebenfalls 1859 ging er zum ersten Mal nach Wien, wo er neben seiner Lehrtätigkeit an der Herausgabe der Reichstagsakten mitwirkte. Im Herbst 1861 wurde er als außerordentlicher Professor der Geschichte an die Universität Zürich berufen, wo er als Lehrer der allgemeinen Geschichte und Leiter des Historischen Seminars bis 1872 wirkte. Ein Jahr lang bekleidete er in Zürich auch die Würde eines Rector magnificus. Im Herbst 1872 wurde er als Nachfolger von Joseph Aschbach zum Professor der allgemeinen Geschichte an der Universität Wien ernannt, wo er 28 Jahre hindurch seines Amtes waltete. Für diese Professur trat Büdinger zum katholischen Glauben über und ließ sich taufen.
Büdinger war Mitglied der bayerischen und der kaiserlichen Akademie der Wissenschaften sowie der Académie royale des Sciences, des Lettres et des Beaux-Arts de Belgique. Sein Vortrag wird von den Zeitgenossen als präzise, durchdacht und ohne überflüssiges Beiwerk beschrieben. Seine Quellenforschung und die Unterweisung in derselben war von gewissenhafter Gründlichkeit und hat eine Generation von Historikern geprägt.
Büdingers Sohn Konrad Büdinger (1867–1944) war Professor der Chirurgie in Wien, seine Tochter Mathilde war mit dem Mathematiker Heinrich Burkhardt verheiratet, seine Tochter Emma mit dem Ägyptologen Jakob Krall und seine Tochter Hedwig mit dem Historiker Paul Schweizer (1852–1932).
Im Jahr 1929 wurde in Wien-Döbling (19. Bezirk) die Büdingergasse nach ihm benannt.

## Werke (Auswahl)
- Über Gerberts wissenschaftliche und politische Stellung, Kassel 1851.
- Über die Reste der Vagantenpoesie in Österreich (ohne Ortsangabe), 1854.
- Österreichische Geschichte bis zum Ausgang des 13. Jahrhunderts, Leipzig 1858 (das groß angelegte Werk reicht allerdings nur bis zum Jahre 976).
- Zur Kritik altbaierischer Geschichte, Wien 1857.
- König Richard III. von England, Wien 1858.
- Nachrichten aus altetruskischen Jahrbüchern, Wien 1859.
- Die Normannen und ihre Staatengründungen, Wien 1860.
- Übersetzungen aus Nestors russischen Annalen, Wien 1861.
- Die Königinhofer Handschrift und ihre neusten Vertheidiger, Wien 1861.
- Vom Bewußtsein der Culturübertragung, Zürich 1864.
- Von den Anfängen des Schulzwanges, Zürich 1865.
- Ein Buch ungarischer Geschichte, Leipzig 1866.
- Das mittelgriechischen Volksepos, Leipzig 1866.
- Skizzen zur Geschichte päpstlicher Machtentwicklung, Wien 1869.
- Wellingthon, Wien 1869.
- Lafayette, ein Lebensbild, Leipzig 1870.
- Ägyptische Einwirkung auf die hebräische Kultur, Wien 1872–1874.
- Zur Forschung Herodots (ohne Ortsangabe), 1873.
- Lafayette in Österreich, Wien 1878.
- Krösus’ Sturz, Wien 1878.
- Vorlesungen über die englische Verfassungsgeschichte, Wien 1880.
- Kleon bei Thukydides, Wien 1880.
- Ausgang des medischen Reiches, Wien 1880.
- Die Entstehung des 8. Buches Ottos von Freising, Wien 1881.
- Die neu entdeckten Inschriften über Cyrus, Wien 1881.
- Sidonius Apollinaris als Politiker, Wien 1881.
- Historische Schriften zur alten und jungen Geschichte Österreichs und zur allgemeinen Geschichte, Wien 1881.
- Don Carlos’ Haft und Tod, Wien 1881.
- Mittheilungen aus der spanischen Geschichte (ohne Ortsangabe), 1893.
- Ammianus Marcellinus, Wien 1895.
- Die Universalhistorie im Alterthum, Wien 1897.
- Columbus, Wien 1898.

Er verfasste zudem zahlreiche Publikationen in der Zeitschrift der Akademie der Wissenschaften.